# Lesisko (województwo kujawsko-pomorskie)
Lesisko – osada leśna w Polsce, położona w województwie kujawsko-pomorskim, w powiecie bydgoskim, w gminie Solec Kujawski.
W latach 1975–1998 miejscowość administracyjnie należała do województwa bydgoskiego.